# Trichocyclus balladong
Trichocyclus balladong is een spinnensoort uit de familie trilspinnen (Pholcidae). De soort komt voor in West-Australië.